# دنیس برنارد
دنیس برنارد (انگلیسی: Denis Bernard؛ ۱۸۸۲ - ۱۹۵۶) فرد نظامی اهل بریتانیا بود. وی همچنین برندهٔ جوایزی همچون نشان حمام شده‌است.